# عبور ممنوع

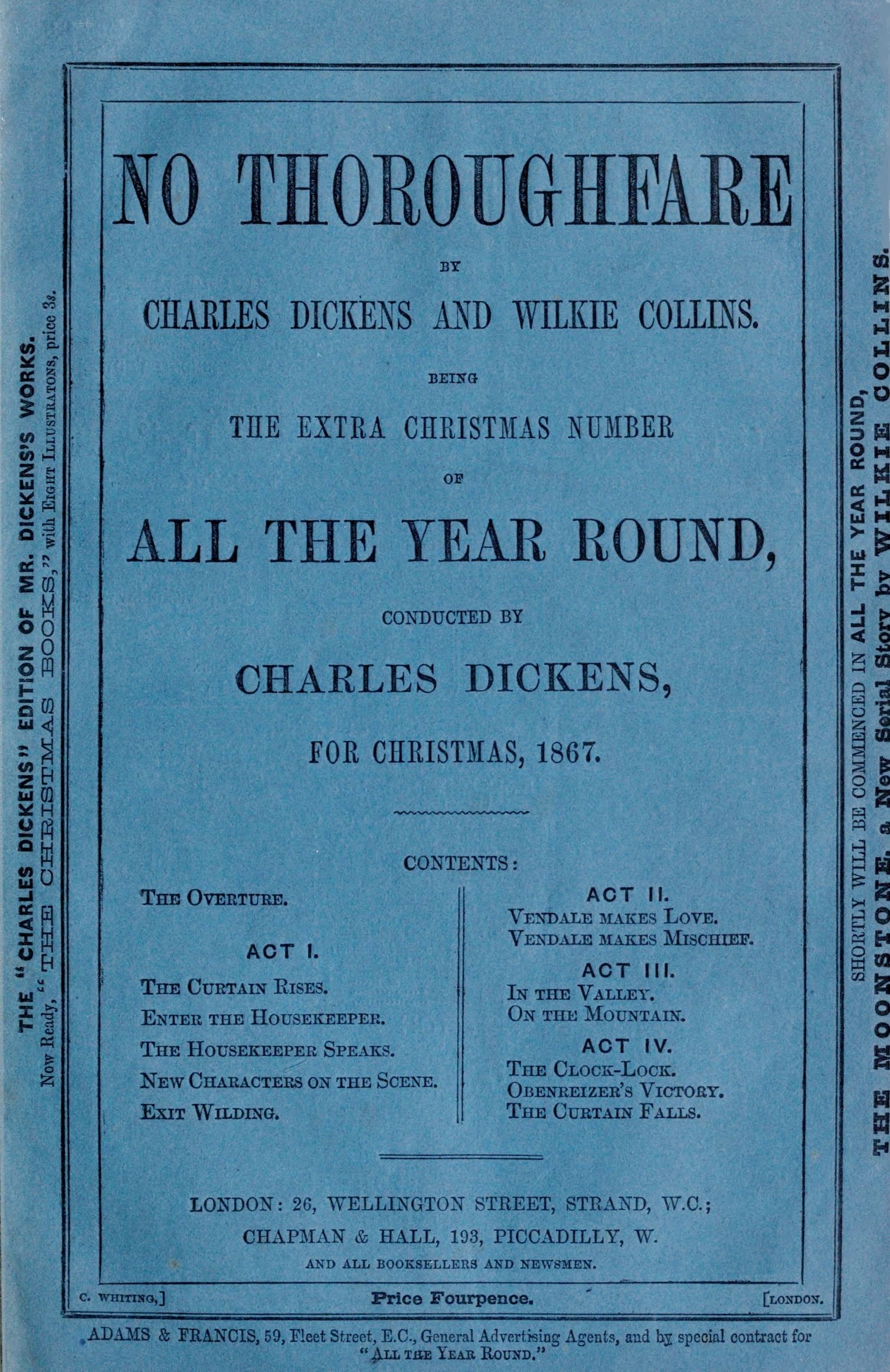
جلد کتلب عبور ممنوع در اولین نوبت چاپ

عبور ممنوع رمانی است اثر چارلز دیکنز و ویلکی کالینز.
این کتاب برای اولین بار در ۲۶ دسامبر سال ۱۸۶۵ منتشر شده‌است.
داستان شامل توصیف‌های هنری، شخصیت‌های به خوب کشیده شده و متنوع، دارای زمینه‌های وهم‌آور و عجیب و غریب، دارای رمز و راز، دارای هویت نیمه پنهان، عاشقانه، و در نهایت پیروزی خیر بر شر، و بسیاری از عناصر هنری دیگر که در آثار کلاسیک دیکنز وجود دارد است.